# جويل أندرسون (سياسي)
جويل أندرسون (بالإنجليزية: Joel Anderson)‏ هو سياسي أمريكي، ولد في 11 فبراير 1960 في ديترويت في الولايات المتحدة. حزبياً، نشط في الحزب الجمهوري. وقد انتخب عضو مجلس ولاية كاليفورنيا وانتخب عضو جمعية ولاية كاليفورنيا.

## وصلات خارجية
- الموقع الرسمي